# Clitoria nana
Clitoria nana är en ärtväxtart som beskrevs av George Bentham. Clitoria nana ingår i släktet Clitoria, och familjen ärtväxter.

## Underarter
Arten delas in i följande underarter:
- C. n. caaguazuensis
- C. n. nana